# اس‌اس پنسیلوانیا (۱۸۹۶)
اس‌اس پنسیلوانیا (۱۸۹۶) (به انگلیسی: SS Pennsylvania (1896)) یک کشتی بود که طول آن ۵۵۸٫۵ فوت (۱۷۰٫۲ متر) بود. این کشتی در سال ۱۸۹۶ ساخته شد.